# René Laënnec
René Théophile Hyacinthe Laënnec sau René-Théophile-Marie-Hyacinthe Laënnec (n. 17 februarie 1781 - d. 13 august 1826) a fost medic francez, inventatorul stetoscopului.

## Activitate

### Inventarea stetoscopului
Metoda de examinare medicală prin ascultarea sunetelor produse în organism era relatată încă din documentele antice (de exemplu, papirusurile medicale ale Egiptului antic, datate în secolul al XVII-lea î.Hr.).
Hippocrate (prin 350 î.Hr.) susținea același lucru: Apropiind urechea de pieptul pacientului, putem auzi bătăile inimii și detecta eventualele acumulări de lichid în zona pulmonară.
Mai târziu, prin secolul al XVI-lea, renumitul chirurg Ambroise Paré preciza:
Dacă sunt prezente substanțe (sau umori) în torace, se poate auzi un zgomot asemănător unei sticle semi-umplute care se golește.
William Harvey, creatorul teoriei circulației sanguine, într-o prelegere ținută prin 1616, sublinia:
Cu fiecare mișcare a inimii, se eliberează o cantitate de sânge din vene către artere și astfel apare pulsul care poate fi auzit în interiorul pieptului
Laënnec a inventat stetoscopul în 1816. Utilizând mai multe foi de hârtie rulate în formă de cilindru pentru a asculta pieptul unui pacient, a observat că sunetele se aud amplificate și mai clar.